# Rodrigues
Rodrigues (tiếng Pháp: Île Rodrigues [ʁɔdʁiɡ]; Creole: Rodrig) là một đảo tự trị rộng hơn 108 km² của Mauritius ở Ấn Độ Dương, cách Mauritius khoảng 560 km về phía đông. Rodrigues là một phần của quần đảo Mascarene, bao gồm Mauritius và Réunion, hình thành từ một núi lửa và được bao quanh bởi các rạn san hô. Thủ phủ của Rodrigues là Port Mathurin.

## Tên gọi
Hòn đảo này được đặt theo tên của nhà thám hiểm người Bồ Đào Nha Diogo Rodrigues vào tháng 2 năm 1528.